# التجنيد الإجباري في فرنسا

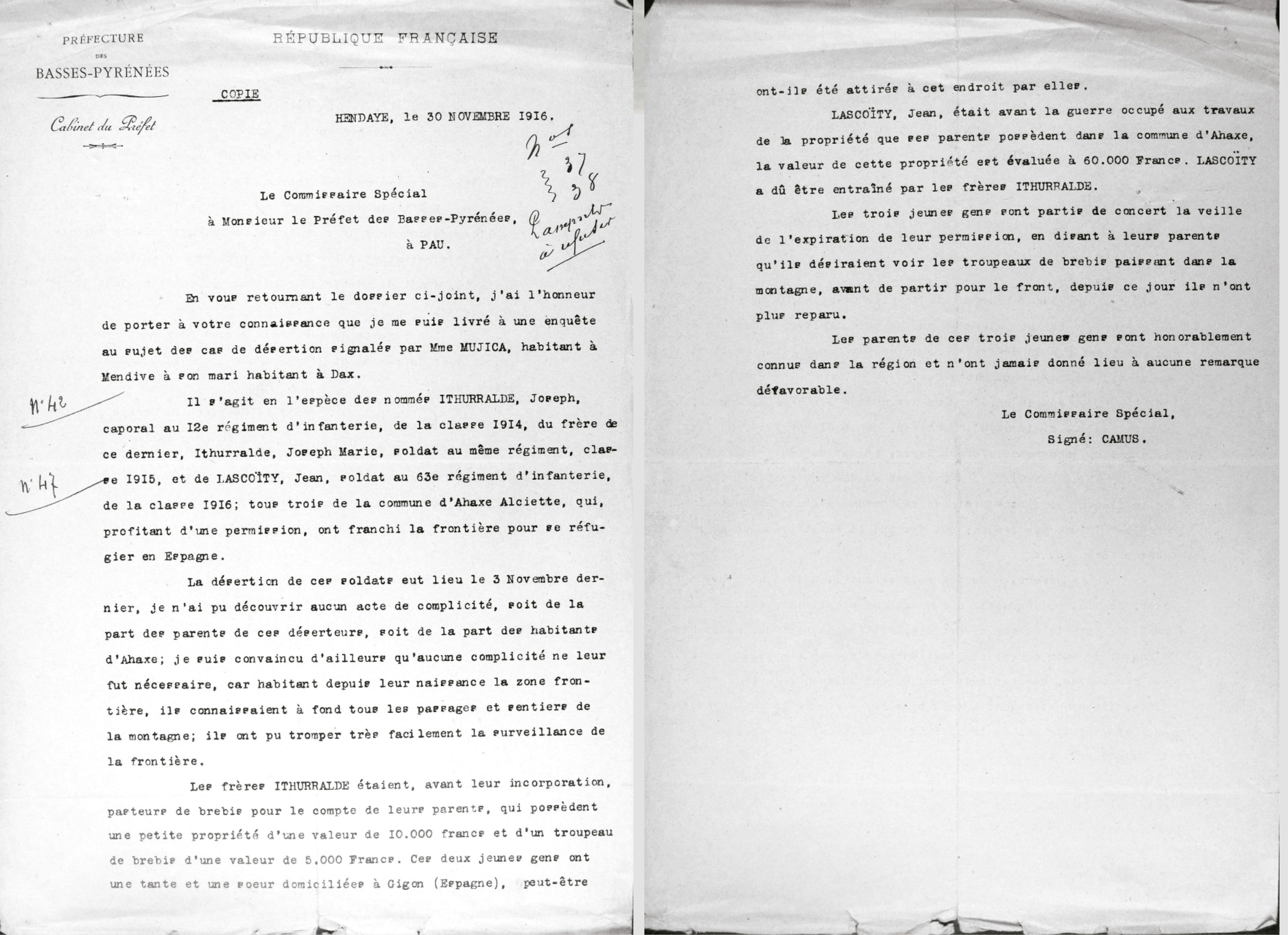
تقرير المفوض الخاص لشرطة للمحافظ يخاطبهم لتسليم شخص هارب من التجنيد في نوفمبر 1916.

كانت فرنسا أول دولة قومية حديثة تقدم التجنيد العسكري الشامل كشرط للمواطنة. تجسد هدفها من ذلك بتوفير القوة البشرية لجيش البلاد أثناء الثورة الفرنسية. استمر التجنيد الإجباري في أشكال مختلفة لمدة 200 عام حتى انتهى بين عامي 1996 و2001.

## التاريخ

### الحرب العالمية الأولى
حُشِد 2.9 مليون رجل مع اقتراب الحرب في أغسطس عام 1914، وتألفوا من المجندين الذين يؤدون ثلاث سنوات من الخدمة الإلزامية، وجنود الاحتياط الذين تتراوح أعمارهم بين 24 و30 عامًا من الذين أكملوا فترة خدمتهم بدوام كامل، وجنود إقليميون من كبار السن حتى 45 عامًا. لم يكن لدى الجنود الإقليميين أي التزام في وقت السلم، ولم يكن الغرض منهم الوقوف في الخطوط الأمامية في حالة الحرب؛ وذلك في الوقت الذي طُلب فيه من جنود الاحتياط إجراء دورات إعادة تدريب على شكل مناورات سنوية. تطلبت خسائر فرنسا الفادحة على الجبهة الغربية نشر جميع الفئات الثلاث من المجندين، وخاصة خلال الأشهر الأولى من الحرب.

### بين الحربين العالميتين الأولى والثانية
احتفظت فرنسا بالتجنيد الإجباري بين الحربين العالميتين، وذلك على الرغم من اعتماد البلاد على النظاميين الفرنسيين في الجيش الاستعماري والأفواج المحلية والفيلق الأجنبي لتحصين إمبراطوريتها في الخارج. انخفض معدل الولادات، ويرجع ذلك أساسًا إلى مقتل أكثر من مليون شاب فرنسي في الحرب العالمية الأولى وإصابة عدد أكبر بكثير.
خفضت فرنسا مدة التجنيد إلى 18 شهرًا كإجراء انتقالي في 1 أبريل عام 1923. تغيرت المدة في عام 1928 إلى عام واحد. أجبر النقص الخطير في الأعداد المتاحة والتهديد المتزايد بعودة ظهور ألمانيا الجيش الفرنسي على تمديد التجنيد الإجباري لمدة عامين بموجب قانون 16 مارس عام 1935.

### الحرب العالمية الثانية
تراجعت الروح المعنوية الفرنسية في عام 1940 لمجموعة متنوعة من الأسباب السياسية والاجتماعية والعسكرية؛ وتألفت القيادة العليا الفرنسية إلى حد كبير من القادة كبار السن من الذين شغلوا مناصب عليا في الحرب العالمية الأولى. كان القائد العام للجيش الفرنسي الجنرال موريس غاملان قد تجاوز بالفعل سن التقاعد عند اندلاع الحرب. حاول إعادة خوض الحرب العظمى في إرسال أفضل قواته وجميع قوى المشاة البريطانية عبر بلجيكا. قلل غاملان من شأن تكتيكات الجيش الألماني، والتي أدت إلى سقوط فرنسا وأكثر من 4 سنوات من الاحتلال.
انفصل «جيش الهدنة» الصغير في فرنسا الفيشية تحت الضغط الألماني عن الاعتماد الفرنسي الراسخ الآن على التجنيد الإجباري لصالح التجنيد الطوعي. كانت هذه القوة التي لم تدم طويلاً سيئة التجهيز وذات ولاءات مختلطة. قُلِّل عدد القوات الشمال أفريقية والاستعمارية إلى المستوى اللازم لحراسة المناطق التي تمركزوا فيها.
أنشأ نظام فيشي في فرنسا نفسها منظمة الخدمة الوطنية الإجبارية المعينة باسم البناة الشباب الفرنسيين. تأسست هذه الهيئة في عام 1940، وقدمت تدريبًا أساسيًا على الطراز العسكري لحوالي 400 ألف مجند خدم لمدة ثمانية أشهر، حتى فرضت سلطات الاحتلال الألماني حلها في يونيو عام 1944. انضمت أعداد كبيرة إلى المقاومة الفرنسية وأُعيد في النهاية إنشاء الجيش النظامي الفرنسي.